# Marine Biology Research
Marine Biology Research – norweskie, recenzowane czasopismo naukowe publikujące w zakresie biologii morskiej.
Czasopismo to wydawane jest przez Taylor & Francis we współpracy z Norweskim Instytutem Badań Morskich w Bergen. Powstało w 2005 roku z połączenia dwóch skandynawskich, wydawanych od 1900 roku czasopism Sarsia i Ophelia. Ukazuje się 10 razy do roku. Zakres tematyczny artykułów obejmuje podstawowe i stosowane badania mórz i oceanów i zamieszkujących je organizmów, w tym: ekologię, sieci pokarmowe, funkcjonowanie ekosystamów, etologię, dynamikę bentosu i planktonu, bioróżnorodność, biogeografię, wpływ klimatu, biologię rozrodu i rozwoju, biologię środowiska, rybactwo, biologię ewolucyjną, filogenezę, systematykę, taksonomię, paleoekologię, filogeografię, mikrobiologię, wirusologię, fizjologię, dynamikę populacji i genetykę.
W 2017 roku jego wskaźnik cytowań wyniósł 0,901, co dawało mu 79 miejsce wśród czasopism hydrobiologicznych i 129 wśród ekologicznych. Pięcioletni wskaźnik cytowań wyniósł w 2017 roku 1,179.